# 隆徳県
隆徳県（りゅうとく-けん）は中華人民共和国寧夏回族自治区固原市に位置する県。

## 行政区画
- 街道:六盤山街道
- 鎮:城関鎮、沙塘鎮、聯財鎮
- 郷:陳靳郷、好水郷、観荘郷、楊河郷、神林郷、張程郷、鳳嶺郷、山河郷、温堡郷、奠安郷